# Hotel Schweizerhof Luzern
Koordinaten: 47° 3′ 16,4″ N, 8° 18′ 36,6″ O; CH1903: 666218 / 211870
Das Hotel Schweizerhof Luzern ist ein Fünf-Sterne-Hotel in Luzern. Es steht nahe dem Ufer des Vierwaldstättersees am Schweizerhofquai. Das Hotel wurde 1845 erbaut, über die Jahre hinweg stetig erweitert und ist seit 1861 im Besitz der Familie Hauser. Das Hotel gehört zu den wenigen in der Schweiz, welches ein Kulturgut von nationaler Bedeutung ist und unter Denkmalschutz steht. Die ursprüngliche Architektur ist bis heute grösstenteils bewahrt geblieben. Es bezeichnet sich selbst als Festivalhotel, da es mehrere eigene und fremdveranstaltete Veranstaltungen (Luzern Live, Lucerne Blues Festival, The Retro Festival, Fasnachts-Anlässe) durchführt sowie auch die auftretenden Künstlerinnen und Künstler beherbergt.

## Geschichte

### Planung und Bau
Zu Beginn des 19. Jahrhunderts suchte die Stadt Luzern im Wandel der Zeit nach einem neuen Gewerbe und entdeckte den Fremdenverkehr. Im Jahr 1835 wurde das erste Aussichtshotel am Vierwaldstättersee eröffnet, das Hotel Schwanen. Durch den Bau des Hotels und der städtebaulichen Entwicklung Luzerns wurde der Schwanenplatz zum neuen Verkehrsknoten. Für die weitere Entwicklung beauftragte der Luzerner Stadtrat 1836 den Architekten Melchior Berri. Er schlug vor, dass die dem Ufer entlang verlaufende, gedeckte Hofbrücke abzubrechen und eine Auffüllung des Sees vorzunehmen sei. Auf der neuen Fläche sollten fünf grosse Bauten und eine klare Uferlinie sowie die versetzt verlaufende Strasse zur Hofkirche entstehen. Trotz grossem Interesse der Öffentlichkeit an dem Projekt wurde es mangels finanzieller Mittel nicht realisiert.
Am 9. September 1843 wandte sich der damalige Amtsschreiber Josef Franz Lorenz Segesser mit einer Bittschrift an den Luzerner Stadtrat. Er ersuchte die Behörden, eine Baulinie zur Erstellung eines Gasthauses am Seegestade zu bestimmen. Sein Sohn Xaver sei gewillt, einen neuen Gastbetrieb am geplanten Quai zu erbauen. Die vier Söhne Josef Plazidius, Heinrich, Xaver und Eduard Segesser reichten dem Stadtrat am 17. Oktober 1843 ein erstes Baugesuch sowie einen Situationsplan des Ufergebietes ein. Am 30. November 1843 trat ihnen die Korporationsgemeinde den vor ihrem neu erworbenen Grundstück gelegenen Seeabschnitt zur Aufschüttung ab. Im März 1844 erhielt der Bauherr Melchior Berri die Baubewilligung und begann umgehend mit den Arbeiten. Bereits am 23. September 1844 konnte die Aufrichte des heutigen Hauptgebäudes gefeiert werden. Die Auffüllungen des Seeuferstreifens für den Schweizerhof hinterliessen gravierende Schäden an der Hofbrücke. Einige Tage vor der Eröffnung des neuen Hotels wurde nach einer Auseinandersetzung der Bauherren mit dem Stadtrat ein weiterer Teil der Brücke abgebrochen. Die Gebrüder Segesser verpflichteten sich im Gegenzug dazu, eine befahrbare Strasse mit Trottoir zu erstellen. Die Eröffnung des Hotels fand schliesslich am 21. August 1845 statt.

### An- und Umbauten

Der Schweizerhofquai, an welchem das Hotel Schweizerhof steht, zwischen 1890 und 1900

In den folgenden Jahren erweiterte man das Ufergebiet nach und nach durch Aufschüttungen und erstellte eine Quaimauer mit Brüstung. Ende 1854 wurde der letzte Teil der Hofbrücke abgebrochen und das restliche Stück des Seegestades bis ca. im Jahr 1860 aufgefüllt, wodurch der Schweizerhofquai bis zum Kurplatz verlängert wurde. In dieser Zeit übernahm Eduard Segesser als alleiniger Besitzer den Schweizerhof. Zwischen 1854 und 1856 liess er auf der westlichen und östlichen Seite je eine Dépendance – sogenannte Nebengebäude – erbauen.
1861 ging das Hotel in den Besitz der Familie Hauser über. Als dritte Bauphase wollten die Gebrüder Gottfried, Johann und Albert Hauser einen grossen Speisesaal, der bis anhin fehlte, sowie einen Küchentrakt anbauen lassen. Dazu beauftragen sie den deutschen Architekten Gottfried Semper (1803–1879), der Pläne für die Bauten wie auch für den bedingten Neubau des zentralen Treppenhauses vorlegte. Die Bauherren verwarfen – mit der Begründung eines schlechten Geschäftsjahrs in der Saison 1862 – das Projekt und honorierten Semper. Die Brüder Hauser setzten sich derweilen mit dem Zürcher Architekten Leonhard Zeugheer (1812–1866) in Verbindung, der ein Projekt entwarf, das bei den Bauherren Anklang fand und dem der Stadtrat am 12. November 1863 die Baubewilligung erteilte. Der Saal und der Wintergarten konnten am 1. Juni 1865 nach dreijähriger Bauzeit eröffnet werden. Bei deren Eröffnung lobte die zu Gast weilende französische Kaiserin Eugénie, dass es selbst in Frankreich wenig schönere Säle gäbe.
In den Jahren 1868/69 wurden das Hauptgebäude und die Dépendancen nach den Plänen von Adolph Brunner (1837–1909) erneuert und modernisiert. So ersetzte man die Jalousien durch damals moderne Rollläden. Die Verbindung des Hauptgebäudes mit den Dépendancen sollten mit Passerellen, die bereits früher geplant waren, erfolgen. Die Passerelle zur östlichen Dépendance wurde während des Umbaus verwirklicht, die zur westlichen folgte im Jahr 1881. Zudem liessen die Besitzer einen Vorgarten mit steinerner Balustrade und Gaskandelabern anlegen.
Ab 1882 war der mit den Gebrüder Hauser verwandte Architekt Arnold Bringolf-Hauser (1851–1946) der «Hofarchitekt» des Hotels. Er setzte 1885 die Veränderung des Hauptgebäudes von einem klassizistischen Palais zu einem neubarocken Schloss um: Es entstanden weitere Gästezimmer, Ess- und Aufenthaltsräumlichkeiten. Beim Hauptgang im Erdgeschoss entstand eine weiträumige Hotelhalle mit neubarocken Stuckmarmorsäulen und elektrischen Jugendstilleuchten. Im Louis-seize-Stil wurde das Treppenhaus mit marmorverkleideten Stufen restauriert. Das Hauptgebäude erhielt ein zusätzliches viertes Obergeschoss mit neuen Gästezimmern und einem Mansarddach. Eine Kuppel mit Dachterrasse wurde über dem Mittelrisalit aufgesetzt. 1887 entstand nach dem Plan von Bringolf-Hauser östlich des Hauptgebäudes und des grossen Saals der sogenannte kleine Saal. Südlich an diesen Saal wurde 1896 ein weiterer Saal, das heutige Restaurant, angebaut. Im Verlauf der Erweiterung wurde 1897 ein Magazin- und Werkstättengebäude errichtet, 1901/1902 der kleine Saal mit weiteren Gästezimmern aufgestockt, 1904 ein Ökonomiegebäude mit Stallungen und 1905 ein Anbau an die östliche Dépendance erstellt. Die weitere Bautätigkeit versiegte mit dem abnehmenden Touristenstrom zu Beginn des Ersten Weltkriegs. Während des Zweiten Weltkriegs waren Militärs von Stabsabteilungen im Hotel untergebracht und die Terrasse des Schweizerhofs wurde für militärische Wetterprognosen benützt.

### Weitere Entwicklung
Im Herbst 1945 entschied sich die Familie Hauser, die Quartiere und Gebäude der Angestellten zu modernisieren sowie die Gästezimmer zu modernen Appartements einzurichten. Im Auftrag des Bundes musste Architekt Armin Meili während des Zweiten Weltkrieges eine Studie über den baulichen Zustand und allfällige Sanierungen von Hotels und Kurorten erstellen. Meili empfahl dabei die «Säuberung der Baukörper von den unzweckmässigen und hässlichen Zutaten aus dem Ende des letzten Jahrhunderts». Entgegen der Empfehlung der Denkmalpflege und im Sinne der Studie entfernte der Architekt Adolf Vallaster die Kuppel und gestaltete die neubarocke Fassade in einer purifizierenden Renovation in den Jahren 1954/1955 um. Die Schweizerische Bauzeitung verurteilte die Umgestaltung. Die Umbauarbeiten am Hauptgebäude waren 1961 mit der Eröffnung eines neuen Terrassen-Cafés abgeschlossen. Vallaster führte von 1962 bis 1964 eine weitere Purifikation an den beiden Dépendancen durch. Diese Umbauphase wurde 1979/80 mit dem Anbau einer Küche hinter der östlichen Dépendance von dem Architekturbüro Andy Raeber & Hugo Sieber und dem Bau des Restaurants Rotonde durch das Architektenbüro Ammann und Baumann abgeschlossen.
Eine Machbarkeitsstudie von 1994 war der Auffassung, dass unter anderem aus finanziellen Überlegungen die Erhaltung der Säle nicht sinnvoll sei. Die gleiche Meinung äusserten auch Betriebswirtschaftler und Hotelexperten. Die Besitzerfamilie Hauser verfolgte daher eine Neuausrichtung des Hotels und lud 1995 zu einer Studie ein. Das damalige Konzept sah den Abbruch der rückwärtigen Säle – grosser und kleiner Saal – vor. Die Denkmalpflege, die Luzerner Stadtbaukommission, der Innerschweizer Heimatschutz und eine Bürgerbewegung setzten sich dafür ein, dass die Familie Hauser als Bauherren die Säle erhalten und den grossen Saal restaurieren müssten. Dazu bei trug auch der Antrag der kantonalen Denkmalkommission für die Unterschutzstellung sowie ein Gutachten der Eidgenössischen Kommission für Denkmalpflege, welches das Interieur des Schweizerhofs als national bedeutend einstufte. Die Familie Hauser und der Luzerner Stadtrat einigten sich darauf, dass die Bauherrschaft in einem wettbewerbsähnlichen Verfahren Projekte prüfen solle, bei denen entweder wirtschaftlich sinnvolle Möglichkeiten für die Erhaltung der Säle aufgezeigt werden oder nachzuweisen sei, dass die Erhaltung der Säle wirtschaftlich und/oder architektonisch nicht sinnvoll sei. Den betrieblichen, städtebaulichen und denkmalpflegerischen Vorgaben wurde der Entwurf – der Hauptbau mit dem grossen und kleinen Saal sowie die beiden Dépendancen sollten erhalten bleiben – des Basler Architektenbüros Diener & Diener gerecht. Ab Februar 1998 war das Hotel vorübergehend geschlossen. Während des Umbaus wurden die Küche und die Nebengebäude mit Wäscherei abgebrochen, ebenso Werkstätten an der Hertensteinstrasse und bei der Matthäuskirche sowie aufgrund der Zufahrt zur neuen Tiefgarage auch der Wintergarten. Die Wand zwischen dem grossen Saal und der Küche wurde abgerissen und durch eine Fassade, die eine Kopie der gegenüberliegenden Wand ist, ersetzt. Der Wintergarten wurde mit vorhandenen Teilen wie Parkett, Täfer, Stuck, Fenster mit Ätzscheiben und Deckenglasgemälden neu aufgebaut. Das Interieur wurde entweder restauriert oder modernisiert. In den Sälen ist viel vom originalen Mobiliar erhalten, in den Zimmern teilweise nur noch Einzelstücke. Am 15. Dezember 1999 feierte man die Wiedereröffnung.
Zwischen 2006 und 2008 wurden die Restaurants Galerie, Pavillon und die Schweizerhof Bar erneut umfassend erneuert. 2010 erfolgte die Reduktion von 107 auf 101 Zimmer und Suiten mit dem gleichzeitigen Bau eines kleinen Wellness- und Beauty-Bereichs. In den Jahren 2013 und 2014 erneuerte man in zwei Etappen sämtliche Zimmer. Ebenfalls 2014 wurden die Salons 2 und 11 sowie der Bringolfsaal neu gestaltet.
Nach einem Umbau 2025 wurden die beiden Restaurants zusammengeführt und als eine Brasserie wiedereröffnet.

## Beschreibung
Roland Flückiger beschreibt den Schweizerhof als «eine der wertvollsten Hotelanlagen aus der Hochblüte des Schweizer Tourismus im 19. Jahrhundert».

### Hauptgebäude

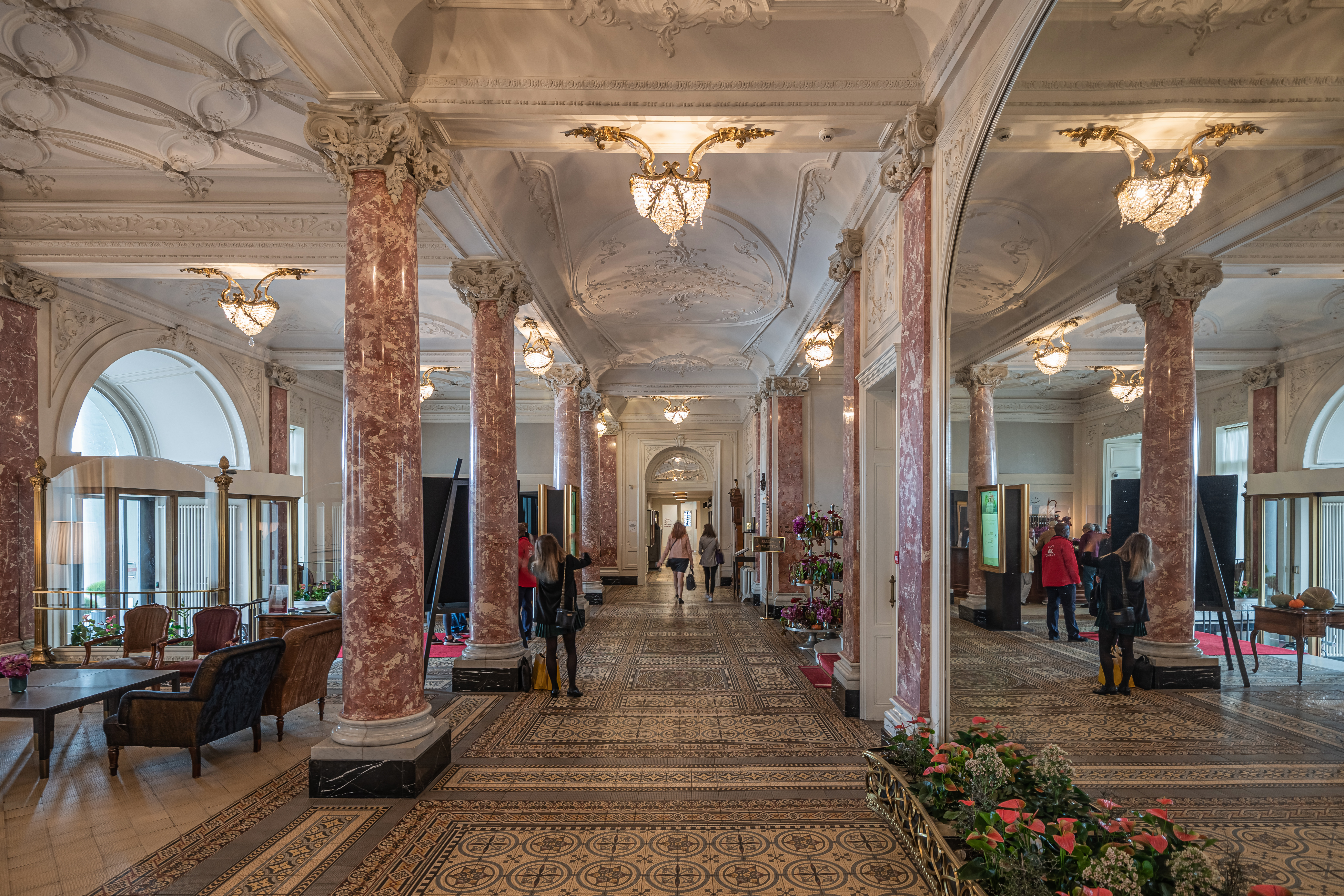
Die Lobby des Schweizerhof

Als spätklassizistisches Palais wird der Gründungsbau mit rechteckigem Grundriss beschrieben. Parallel zur Uferlinie verlaufend, ist das Gebäude fünfzehn Fensterachsen lang und fünf breit. Es gliedert sich in vier Voll- und ein Attikageschoss mit Balustrade unter Walmdächern. Die Hauptfassade wird von einem fünfachsigen Risalit in der Breite der Attika geziert. Die drei oberen Geschosse des Risalits werden durch eine flach ausgebildete Kolossalordnung von sechs Pilastern zusammengefasst. Die Eingangspartie, die auch den Haupteingang bildet, ist ein dreiachsiger Portikus mit rundbogigem Mittelportal und zwei nebenan liegenden Rechtecktüren, dem vier dorische Säulen vorgelagert sind. Während der Erweiterungen in den Jahren 1868/69 wurde der Fassadenschmuck bereichert und ein Blendgiebel über der Attika des Mittelrisalits erstellt. Weitere barocke Elemente an der Fassade und zusätzliche Balkone kamen während der Erweiterung 1885/86 hinzu.
Im Innern führen sechs Treppenstufen zu einem Vestibül, wo einerseits eine dreiläufige Haupttreppe weiterführt, andererseits schmale Korridore zu rückwärtigen Ausgängen führen. An beiden Seiten des quadratischen Vestibüls schliessen Mittelkorridore an. Über den westlich führenden Korridor gelangt man zu Räumlichkeiten der Bediensteten wie beispielsweise das Wohnzimmer des Wirtes, das Wäschezimmer, ein Speise- und Aufenthaltsraum für Bedienstete sowie die Hauptküche mit Nebenräumlichkeiten. Der östliche Korridor führt zum Hauptspeise-, zum kleinen Speise- und zum Kaffee- und Lesesaal sowie zu einem Office.

### Dépendancen
In einer Entfernung von 18 Metern zum Hauptgebäude wurden beidseitig die freistehenden Dépendancen errichtet. Die rechteckigen Gebäude sind neun Achsen lang, fünf Achsen breit und gleich hoch wie das Hauptgebäude. Gegliedert sind sie in einem hohen Erdgeschoss, einem Mezzanin und drei Obergeschossen, die durch ein Walmdach abgeschlossen sind. In den oberen drei Geschossen sind weitere Gästezimmer vorhanden, während die anderen Räumlichkeiten den Angestellten dienten. Die Walmdächer wurden 1898 durch Mansarddächer ersetzt.

### Grosser Saal

Der grosse Saal um 1891

Der grosse Saal, auch grosser Speisesaal, Festsaal oder Zeugheersaal genannt, ist im Gegensatz zu Gottfried Sempers Entwurf nicht in der Mittelachse des Hotels, sondern als Verlängerung des östlich gelegenen alten Saals erbaut. Die Abfolge vom alten Saal über den Verbindungssaal und grossen Saal zum – 1999 abgerissenen und neu aufgebauten – Wintergarten im Norden ermöglichte eine Flucht, welche die Grosszügigkeit des Hotels zeigt. Stilistisch wird der Saal der Neorenaissance mit klassizistischen Reminiszenzen zugeordnet. Nach dem Umbau 1999 ist er – ohne Vorsaal und Wintergarten – 26,7 Meter lang und 13,7 Meter breit, die Höhe beträgt zwischen 6,8 und 8,3 Meter.
Unterteilt ist der Saal durch Unterzüge in drei Kompartimente, die seitlich auf kannelierten Wandpfeilern mit korinthischen Kapitellen liegen. Identische Raumteile sind dem quadratischen Mittelteil vor- bzw. nachgelagert. Rundbogenöffnungen und -nischen gliedern alle Wände. In den Nischen der Längswände finden sich vier Plastiken aus Metallguss. Die Frauengestalten symbolisieren Eintracht (Concordia mit Friedenglocke und Enzianen in Hand und Haar), Fleiss (mit Bienenkorb und Spindel), Industrie in Form von Fischfang (mit Paddel und Netz) und Landwirtschaft (mit Ährenkranz).
Ein reich profiliertes Konsolkranzgesims trägt die Decke. Im Mittelteil des Saals trägt das Gesims eine neubarocke Hohlkehle, die in Panneaux mit Régence-Gitterwerk unterteilt ist. In dieser liegen 3×3 grosse Kassettendecken, die unterteilt sind in weitere 3×3 kleinere Kassetten, bestehend aus Gipsstuck und maseriert sind. Mit Ausnahme der grossen Mittelkassette – diese hat öffenbare Glasfüllungen – sind alle grün bemalt und mit goldenen Sternen beschmückt. Der grosse Saal besitzt ein Satteldach mit einem Glasoblicht in der Mitte.
Das Interieur stammt aus dem 19. Jahrhundert. Ein Mittelleuchter, Pendelleuchten und Wandappliquen, die später alle elektrifiziert wurden, beleuchteten den Saal. Die Oberflächen des Saals – Tannenholz und Gipsstuck – sind durch Malerei zu Hartholz und Marmor veredelt worden. Grünlich marmoriert ist das hölzerne Knietäfer, in Rot-, Violett- und Gelbtönen die Säulen und Wandpfeiler. Bögen, Nischen und Gesimse sind in weissem bis gräulichem Marmor gestaltet. In geometrischen Mustern und Palmetten mit roten und hellblauen Füllungen sind die Wandfelder erarbeitet. Alle Blatt-, Zier- und Perlstäbe sind vergoldet. Die ursprüngliche Bemalung der Wände wurde – nach mehreren Übertünchungen – bei der grossen Renovation 1998/1999 vom Restauratorenteam um Martin Hüppi aus Littau freigelegt.

### Wintergarten
Vor dem Umbau durch Arnold Bringolf zu einem massiven Bau mit Renaissance- und Barockformen, war der ursprüngliche Wintergarten eher leicht gebaut, oktogonförmig angeordnet und besass ein Flachdach. Fünf der acht Seiten wurden durch jeweils zwei Rundbogen gegliedert und die Wand zum grossen Saal öffnete sich in drei höheren Einzelbogen. Die Rundbogen wurden durch kannelierte Viertel- bzw. Halbsäulen mit korinthischen Kapitellen getragen. Darüber eingerichtet war eine befensterte Zwerggalerie. Zum flachen Plafond, wo ein grosses Glasoblicht, welches durch Stuckspiegel und Unterzüge eingefasst wird, leitete eine mit Konsolen besetzte Kehle über. Das Glasoblicht – signiert von der Glasmalerei Karl Wehrli Zürich III – ist auf einem Stahlgitter befestigt und setzte sich aus kleinteilig bemalten Glasscheiben in einem Bleirutennetz zusammen. In fast allen Fenstern und Türen befanden sich ebenfalls Glasscheiben von derselben Glasmalerei.

### Kleiner Saal
Als eigenständigen, eingeschossigen Baukörper wurde der kleine Saal, der in Grundriss und Raumstruktur dem grossen Saal sehr ähnelt, an das Hauptgebäude angebaut. Aufgebaut ist der rechteckige Saal mit einem beinahe quadratischen Mittelteil und zwei Seitenteilen. An das nördliche Seitenteil schliesst ein dreiseitig geschlossenes Polygon an. Leicht vortretende Pilaster, die auf einem allen Wänden entlang verlaufenden Sockel stehen und ein Gebälk tragen, prägen die Wandgliederung.

## Berühmte Gäste
Leo Tolstoi schrieb im Schweizerhof die Erzählung «Luzern», Richard Wagner vollendete in den Räumlichkeiten seine Oper «Tristan und Isolde» und hatte sich hier mit Ludwig II. getroffen. Mark Twain übernachtete während seiner Schweiz-Reise 1897 in Zimmer Nr. 125 im Schweizerhof und schrieb darüber. Weitere bekannte Hotelgäste waren unter anderem der deutsche Kaiser Wilhelm II. und die französische Kaiserin Eugénie mit Gemahl Kaiser Napoleon III. im Jahre 1865, der dänische Dichter und Schriftsteller Hans Christian Andersen, die britische Königin Elisabeth II. im Jahre 1980, der britische Premierminister Winston Churchill 1946 im Zimmer Nr. 188, der US-amerikanische Astronaut Neil Armstrong und der Schweizer General während des Zweiten Weltkriegs Henri Guisan. Weitere Gäste waren König Leopold I. (Belgien) (1854), Lewis Hamilton im Jahre 2011 sowie Adrain Sutil 2011.